# Benyovszky Móric (utazó)
Benyói és urbanói nemes (1778-tól gróf) Benyovszky Móric (teljes nevén: Benyovszky Máté Móric Mihály Ferenc vagy Móric Ágoston, Verbó, Nyitra vármegye, 1741. szeptember 20. – Agoncy, Madagaszkár, 1786. május 23.) magyar főnemes, katona, híres utazó, emlékíró. Apja Benyovszky Sámuel lovassági ezredes a császári-királyi hadseregnél, anyja báró Révay Anna Róza. A családnak Lengyelországban is éltek rokonai.

## Élete

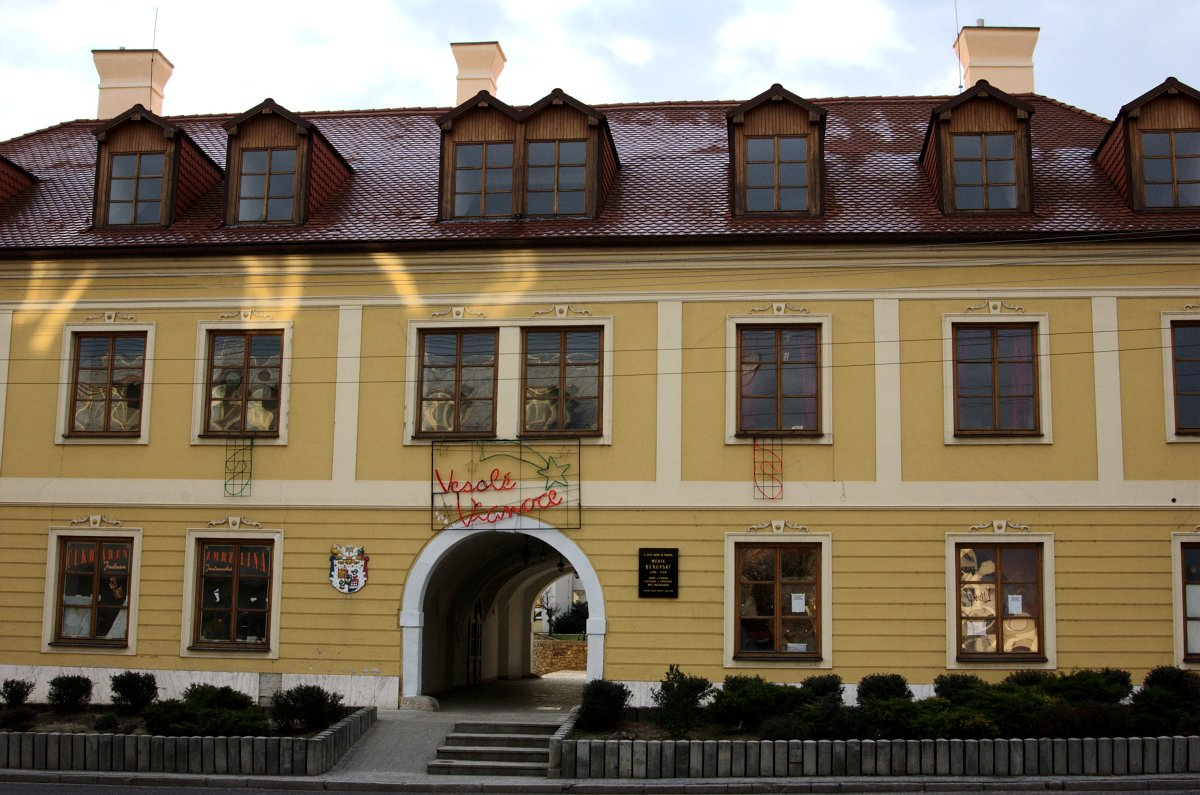
A Benyovszky-kúria Verbón

A világ híres utazóinak nagyjai közé tartozik, aki rövid életútja során négy világrész több országának a történetébe írta be nevét a távoli vidékeken tett utazásaival és földrajzi leírásaival. Születésének időpontja a legújabb magyar kutatások szerint 1741. szeptember 20., helye a Nyitra-megyei Verbó. Már egészen fiatalon, 10 évesen katonának tanult, s jelen volt az 1756. október 8-ai levosici ütközetben. Jó előmenetelnek örvendhetett, de 1758-ban otthagyta a császári hadsereget, és Litvániában telepedett le. Apja halálakor örökösödési ügyben éppen Lengyelországban tartózkodott, és a távollétét felhasználva rokonai kizárták az apai örökségből.

### Születése
Születésének időpontja mindmáig vitatott. Ehhez tekintsük nővérének születését. Pestvármegyey Mária Barbara Veszelén született 1741 szeptember 3-án, három héttel Benyovszky Móric feltételezett születése előtt. Apja Pestvármegyey József tábornok, anyja báró Révay Róza; keresztapa Ocskay Mihály, keresztanya Révay Terézia. Pestvármegyey József meghalt 1743 június 17-én Verbón. Utolsó gyermeke Péter Pál 1741 június 30-án született, tehát utószülött volt. Rávay Rozália ezért csak utána házasodhatott össze Benyovszky Sámuellel. 1744-ben született első közös gyermekük, Benyovszky József Mihály
Révay Rozália gyermekei a kérdéses időszakban
Pestvármegyey Terézia 1735
Pestvármegyey Mária Jozefa 1740 (Veszele)
Pestvármegyey Mária Borbála (Veszele) 1741
Pestvármegyey Anna Mária (Verbó) 1742
Pestvármegyey Péter Pál (Rakovic) 1743
Benyovszky József Mihály (Verbó) 1744
Benyovszky Ferenc 1745
Benyovszky Móric 1746 (Jókai oroszosan Sámuelovics Ágost néven nevezi a száműzöttként töltött időkre vonatkozóan)
A születési helyek egymástól legfeljebb nyolc kilométer távolságban vannak Nyitra megyében:
Vígvár = Veselé
Rákfalu = Rakovic  (2 km)
Verbó (Nyitra) = Vrbové (8 km)
Verbó (Liptó) = Vrbie (210 km)
A helyszínek összehasonlítására azért van szükség, mert nem tekinthető teljesen bizonyosnak Benyovszky Móric születési bejegyzése. Ugyanis a Matheus Martinus Michaël Fran Bengovszky nevet azonosították Benyovszky Móriccal. Ennek alapja, hogy a család valóban Verbón élt, az apa, az anya és a keresztszülők neve azonosak a testvéreknél bejegyzettekkel. Kérdés, hogy lehetséges-e, hogy egy nemesi származású fiút tíz éves korában kadétiskolába írattak. Ennek van hihető eleme, hiszen a XVIII. században ez szokásos volt a nemesi családoknál. Akkoriban egy gyermek már öt évesen karddal játszott, testvéreivel hadi játékokat játszott fakarddal, fára mászott, fizikai erőnléte magasabb szinten állt, mint a XXI. század gyermekeinél.
Szádaczki-Kardos vitatja ezt. Szerepel ugyanis Benyovszky Móric egy keresztelési anyakönyvben, amely, ha igaz a keresztapa csak hat éves volna. A probléma ezzel a bejegyzéssel kettős. Egyrészt részben áthúzták, részben felülírták. Másrészt a keresztanya a Pestvármegyey családból származik (Terézia) akivel Benyovszky éppen perben állt; valószínűtlen, hogy együtt szerepeltek. Hitelessége ezért kétséges.

### A pör
Az elbirtoklással kapcsolatos per több évtizeden át tartott. Forrását Pestvármegyei József végakarata jelentette, aki feleségéről gondoskodni kívánt, és reá (Révay Anna Rozáliára) hagyta birtokait olyan értelemben, hogy az érvényes maradjon akkor is, ha az asszony ismét férjhez meg. Révay már férje életében szerelmes volt a sokkal fiatalabb Benyovszky Sámuelbe, A Pestvármegyey család otthona Vígvár (Veselé) volt, ott születtek gyermekeik, Benyovszky Móricnak anyai ágon testvérei Nedeczky Józsefné, később Bertalanffy Alajosné Terézia; Mária Jozefa; Horeczky Flóriánné Pestvármegyey Borbála, majd Péter Pál. Név szerint nem tudjuk, kikkel pereskedett Móric, a források csak annyit említenek, hogy sógori és sógornői. Ebben az időben a család átköltözött Verbóra (Vrbové), Révay Rozália új házasságából származó gyermekei, így Móric is ott születtek. Az épületet ma Benyovszky kúria néven emlegetik. A veszelei anyakönyvekben az anya baronessa Rosa Revay néven szerepel; a verbói anyakönyvekben Dna Anna Rosa Révay néven. Benyovszky Móric szülőhelyét tévesen Liptóba helyezik ugyanis ott is van Verbó nevű helység.
Móricnak ott születtek apai ágon vett testvérei. Ők a per idején kiskorúak voltak, ezért Móric szükségét látta, hogy nevükben eljárjon. Külön érdemes megemlítenünk apja első házasságából származó testvéreit, elsősorban Benyovszky Sámuel és beketfalvi Mórocz Teréz leányát, szerémújlaki Lendvay Lászlóné Benyovszky Mária Mónika Veronikát (született Nagypaka). Móricnak vele semmiféle pereskedésre nem volt szüksége, még Franciaországból is rendszeresen levelezett a nővérével. Ő az új házasságból származó testvéreinek érdekeit képviselte, ők: József Mihály; Ferenc; Kleofás Mihály; Lehotai Józsefné Márta Zsuzsanna, és mindenekfelett Emánuel Dávid Károly, aki őrnagyságig vitte.
Benyovszky Móric épp Lengyelországban tartózkodott (ott is voltak rokonai), amikor megtudta, hogy féltestvérei és sógorai elbirtokolták a családi javakat, amelyek a Benyovszkakat is megillették volna (a végrendelkezés érvénytelenné vált Révay Rozália halála következtében). Ezt kezdetben peres úton, majd fegyveres erővel próbálta rendezni. Az erőszakos fellépés miatt sógorai panaszt tettek ellene Mária Terézia előtt, aki lengyelországi és litvániai tartózkodást szökésnek tekintette, ki is utasította Benyovszkyt Magyarországról; s ez egészen 1778-ig érvényben volt. Ekkor jogaiba visszahelyezték, és ekkor nyerte grófi címét, amelyet később öccse, Emánuel örökölt. A birtokkal kapcsolatos per véglegesen 1789-ben zárult le, Móric halála után.

### További sorsa
Mivel fegyveresen próbált érvényt szerezni jogainak, amit ellenlábasai felségsértési kísérletnek, lázadásnak tüntettek fel a bécsi udvarnál. Mária Terézia a valóságos helyzet kivizsgálása nélkül megfosztotta birtokaitól, és száműzte birodalma területéről. Ő ekkor Lengyelországba ment. Egy indiai utazás terve foglalkoztatta, ezért alaposan tanulmányozta a hajóépítés, a földrajz és a tengerjárás tudományát. Az indiai út azonban nem valósulhatott meg, mert részese volt az 1767. évi lengyel nemesi felkelésnek az orosz megszállókkal szemben – közben személyes okokból – az ólublói vár kapitánya 1768-ban rabságban tartotta. Csapatával Zwaniecnál ütközött meg először az orosz erőkkel, majd miután visszavonulásra kényszerült, a moldvai Chocimba távozott. Innen 50 huszárral visszatért Lengyelországba. Útközben összegyűjtötte a Konföderáció seregének kószáló katonáit, és ezekkel megerősödve felvette a harcot a Stanislawow mellett útját álló orosz csapatokkal. A túlerővel szemben alulmaradt, élete végéig nyomot hagyó sebesülést szerzett, orosz fogságba került. Kijevbe, majd Kazanyba kísérték. Innen sikerült megszöknie, de Szentpétervárott elfogták, és 1769. november 26-án újra elindították Szibéria felé, ahová a következő esztendő novemberében érkezett meg.

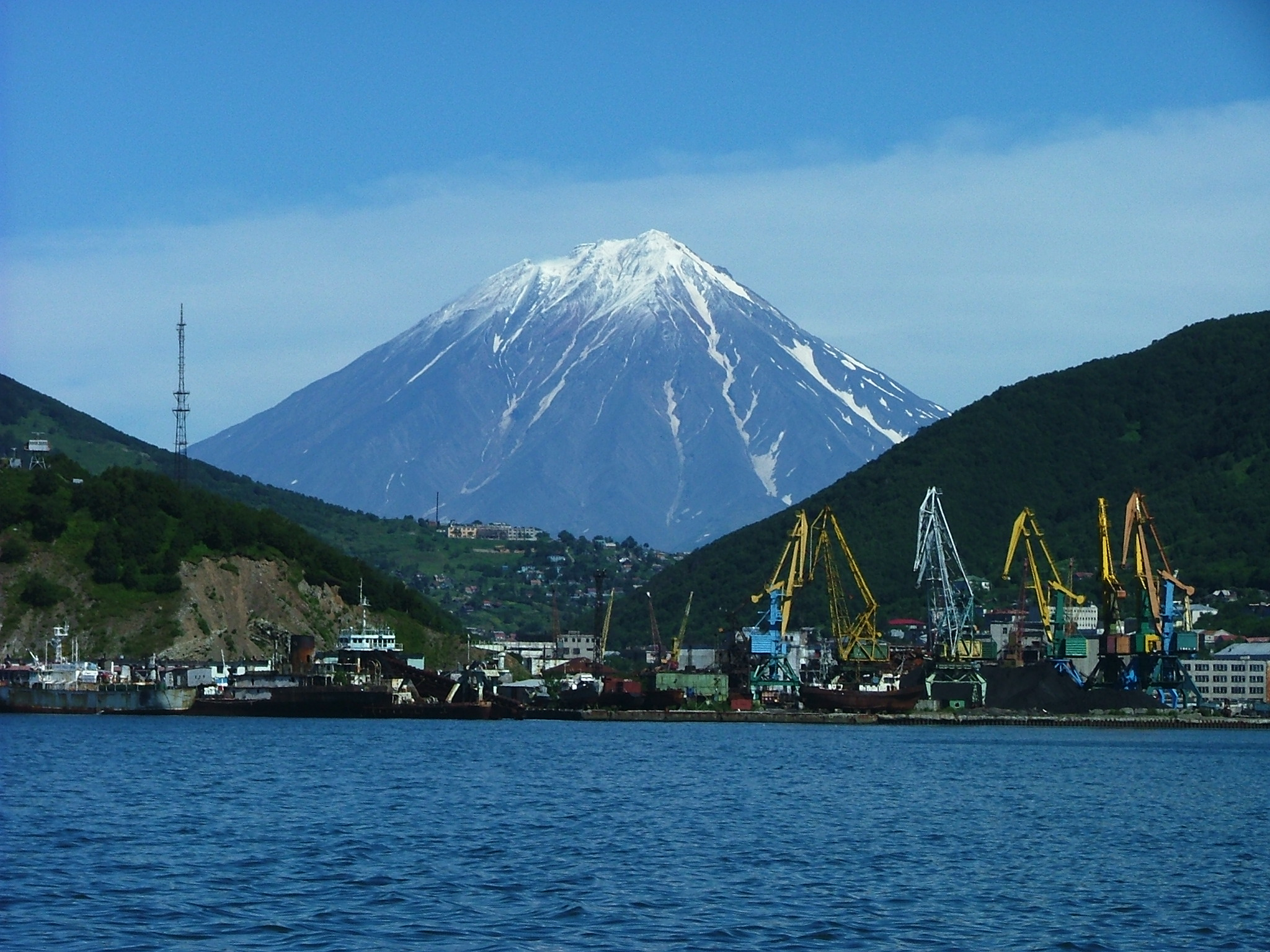
Kamcsatkai táj napjainkban

A kamcsatkai rabság hónapjainak eseményei a legkevésbé tisztázottak életrajzában, és ezen időszakhoz fűződik a legtöbb valótlan feltételezés is, noha éppen a kamcsatkai napjai tárták fel leginkább a valódi jellemét, a szabadságeszme iránti lelkesedését és együttérzését az elnyomott népekkel. A művelt, a zenéhez és főként az emberekhez értő, jól kommunikáló Benyovszky hamar kiemelkedett száműzött társai közül, kivívta a helyi kormányzó bizalmát. Elkészítette Kamcsatka első földrajzi, néprajzi és állattani leírását. 1771 tavaszán a bolserecki fegyenctelepre száműzöttek bevonásával felkelést szervezett. Elfoglalta az erődöt, és a kikötőben horgonyzó hajókat, majd kiáltványt szerkesztett, melyet egy kivételével valamennyi száműzött aláírt. E kiáltvány Oroszország addigi történelmének legforradalmibb felhívása, amely a későbbi forradalmi mozgalmak (Pugacsov-felkelés, dekabrista felkelés) manifesztumainak is mintául szolgált. A zendülők – Benyovszky vezetésével – 1771. május 12-én hagyták el Bolserecket a Péter és Pál nevű zsákmányolt hajón, Benyovszky parancsnoksága alatt. Megkerülve a kamcsatkai félszigetet, előbb a Bering-szigeteken, majd a Mátyás- és a Lőrinc -szigetek érintésével délre vették az irányt. Eljutottak az Aleut-szigetekre, majd a Kuril-szigetek érintésével kikötöttek Formosán (a mai Tajvanon). A feljegyzéseiből ekkor válik egyértelművé, hogy Benyovszky felismerte: az egymással vitázó, folyamatosan harcban álló ősnépek (törzsek) között milyen módon lehet tekintélyt (hatalmat) szerezni. A mai tajvaniak benne tisztelik az első európait, aki jó hírét vitte a világnak a szigetről. További ázsiai tengeri utazásai során partra szállt a dél-kínai Makaóban is.
Egy év múltán már Párizsban találjuk. 1773. április 22-én indul el három hajóval a franciaországi Lorien kikötőből XV.Lajos francia király megbízólevelével a világ negyedik legnagyobb szigete, Madagaszkár felé. A bennszülöttek kezdeti ellenséges fogadtatását feloldva, az akkori időkben nem jellemző, és a francia elképzelésekkel is szemben álló módon nem az erőszakos érdekérvényesítéssel, hanem inkább a helyiekkel való együttműködéssel képzelte el a civilizáció alapjainak a megteremtését.1774-ben, a francia király iránti tisztelete jeléül, megalapította a Louisbourg nevű települést, más szóval gyarmatosította az addig független szigetet. Madagaszkári tevékenysége sokat vitatott kérdés e rendkívüli ember élettörténetében. A bennszülöttek 1776-ban "királyukká" választották, amely leginkább egyfajta kormányzóságot jelentett, de nem kisebbíti a történelmi érdemeit, hogy egy, a saját törzseinek háborúskodásában élő szigeten viszonylagos békét és az európai életmód kialakításának alapjait építette ki. Hogy miképpen nyerte meg az idegenektől félő malgasiak rokonszenvét, több forrásból is megtudhatjuk. A magyar nyelvű anyagok közül Jókai Mór köteteiből, majd Dr. Bendefy-Benda László viszonylag részletesen ír emberséges bánásmódjáról, különleges képességeiről. Például Madagaszkár szigetén akkoriban szokás volt, hogy vízbe fojtották azokat gyerekeket, akiknek fogyatékosságuk volt, vagy valamely szerencsétlennek tartott napon születtek. Az emberbarát Benyovszky véget vetett ennek. Az emlékiratok szerint egy szerencsés véletlen körülmény, nevezetesen a korábbi törzsfejedelmek egyik közeli rokonával való azonosítása, is hozzájárult ahhoz, hogy elnyerte a helyiek bizalmát. Elterjedt róla az is, hogy nem öli meg a hadifoglyokat, sőt a sebesülteket gyógyítja, a nagy ínségben élőknek élelmet osztogat. Ezek alapján is váltak egyre többen Benyovszky hívévé a malgasiak körében, akinek választania kellett: vagy él a törzsfejedelmek ajánlatával, és elfogadja a kormányzóságot, vagy összeomlik dédelgetett álma. Benyovszky végül is a madagaszkári népet választotta, és kilépett a francia király szolgálatából. Írásba is foglalta a sziget népeinek szánt alkotmányt. Elképzelése az volt, hogy Madagaszkárból modern államot teremt. Tevékenységének híre messze eljutott, többek között Mária Terézia királynőhöz is, aki érdemei elismeréséül 1778. április 3-án Bécsben kelt oklevelében magyar grófi rangot adományozott számára. Nagyreményű terveihez ragaszkodva azt ajánlotta Bécsnek, hogy ne nézzék tétlenül a világ felosztását, és építsenek Fiumében magyar kikötőt, amely a monarchia biztonságának és a tengerentúli kereskedelmének fő támaszpontja lehet. Bécs nem így gondolta, azonban Benyovszkyt nem lehetett élete nagy elképzeléséről eltántorítani. 1783-ban Angliába utazik hasonló ajánlattal a kormányhoz, azonban itt sem talál kedvező fogadtatásra. Felveszi a kapcsolatot Franklin Benjaminnal, akivel korábban a francia királyi udvarban ismerkedett meg, aki követi szolgálatot teljesített. 1784-ben családjával együtt Amerikába hajózik, ahol Franklin Benjamin és George Washington támogatásával még a kongresszus is napirendre tűzi javaslatát egyfajta amerikai jelenlét megteremtésére Madagaszkár szigetén. Bár a javaslat nem kapott megerősítést, Benyovszky pártfogója révén Baltimore-i kereskedelmi hajósok támogatásával hajóhoz jut, amellyel 1784 decemberében elindul Madagaszkárra – hátrahagyva feleségét és leány gyermekeit. A hajó egyébként irányt tévesztett, Brazíliában köt ki, innen való Benyovszky utolsó levele. Ezt követően többféle forrásból ismerhetjük meg, hogy hajójuk 1785-ben köt ki Madagaszkár észak-nyugati pontján. Hűséges bennszülöttei segítségével tovább tervezte folytatni a korábban félbehagyott munkát, az építkezéseket. Visszatérésének a híre a közeli szigeten állomásozó francia királyi megbízottakhoz is eljutott, akiknek a korabeli – igen ellentmondásos – beszámolók szerint, vélhetően egy felderítő francia hajóról kilőtt ágyúgolyójától veszthette életét 1786. május 23-án.
A viszontagságos életű hazánkfia az egyik legjelentősebb magyar világutazónk volt. Hét évvel megelőzte az angol James Cook-kot, észak-csendes-óceáni utazásával, valamint a franciákat is. Korát jó évszázaddal megelőző terveit a tengeri szállításokra, a külkereskedelemre, a belső víziút-rendszer kiépítésére, mind az említésre méltó érdemeit erősítik. Megítélése a korábbi évszázadokban – elsősorban az izgalmas és fantáziában szélsőséges kalandregényeknek köszönhetően – felemás és ellentmondó. Éppúgy ábrázolták hősnek, mint kalandornak, mint becsületes férfiúnak, mint álmodozó világcsavargónak. Ami biztos: négy világrészen szerzett tapasztalataival, ismeretanyagaival, felfedezéseivel és a különböző népek közötti kapcsolatok kialakításával messze túlnő az őt értékelők többségén.

## Az életrajz értékelése

### Szavahihetősége
Neve
Benyovszky emlékiratait már abban az időben írta, amikor érvényes grófi címmel rendelkezett. Így vált az Emlékiratok szerzőjévé, ezért szerepel Jókainál is mindvégig grófként. Csupán annyit róhatunk fel neki, hogy apját is grófnak címezte, aki valójában csak magyar nemesi címmel rendelkezett.
Benyovszky önéletrajzának sok romantikus vonatkozása van. Ezek Jókai idejében hihetőnek tűntek. Magát az emlékirat értékét nem befolyásolja, ha igazolatlan részleteket is tartalmaz.  Különféle levéltári anyagok, melyek a XX. század közepén váltak hozzáférhetővé, sokat megkérdőjelezett közülük.. Így tett Szádeczky-Kardoss Irma a hozzászólásában. Ő a születés időpontját vette górcső alá, ám van két jellegzetes momentum, amelyet kétkedéssel kell fogadnunk.
Afanázia
A kamcsatkai kormányzó lánya, aki beleszeretett Benyovszkyba. Az Emlékiratok szerint Afanázia egyre hevesebben szerelmes volt Benyovszkyba, még akkor is, amikor megtudta, hogy Benyovszkynak már van egy érvényes házassága. Ekkor úgy döntött, hogy férfiruhában Achilles néven együtt szökik vele, és ha nem lehet a felessége, akkor helyette a lányának tekinti magát. Ez az Afanázia sok viszontagság után meghalt Makaóban.
A kutatások szerint a kormányzónak egyáltalán nem is volt lánya. A kutatások szerint Nyilov kormányzónak csak fia volt, aki valóan nyelveket tanult Benyovszkytól, és együtt szökött meg vele. A kamcsatkai fogolyszökés kivizsgálása idején előtérbe került egy nő, akit a hatóságok ki is hallgattak 1772 márciusában. Ő valójában Anasztázia volt, a bolsrecki pópa Loginov özvegye.
Ampanszakabé
A történet, amely szerint a madagaszkári bennszülöttek fejedelmükké választották Benyovszkyt. Ennek erősen ellentmondanak a francia levéltári források; igaz ugyan, hogy ezeket Benyoszkyval ellenséges személyek írták. A Benyovszky-konferencia francia előadója mintegy húsz dokumentumot talált a levéltárban (Bernard Le Calloc'h: Benyovszky Móric dossziéja a francia nemzeti levéltárban).
A probléma ott kezdődött, hogy Benyovszky óriási rábeszélőképességével az udvart ugyan meg tudta győzni, de a helyi hatóságok a terveit és tevékenységét állandó ellenkezéssel és akadályozással fogadták. Amikor végül le kellett mondania, ő úgy érezte, hogy óriási emberi támogatást talált a madagaszkári népekben. Ezért fogadta el a francia udvartól származó lemondást és döntött úgy, hogy elfogadja a madagaszkári népektől kapott fejedelmi címet. Ez alighanem Benyovszky kitalálása, ilyen címet valójában nem kapott. Azt azonban el  kell fogadnunk, hogy jól ismerte a madagaszkári bennszülöttek ünnepeit és népszokásait. Azt is el kell fogadnunk, hogy kapcsolatait és helyismeretét hasznosítani akarta; ennek érdekében utazott Franciaországba. Sajnos ez már nem járt sikerrel, az udvar nem foglalkozott érdemben Madagaszkárral, ezért próbálkozott Benyovszky Angliával, majd a függetlenségi háborúban álló Egyesült Államokkal.

### Nyelvtudása
Szlovák, Német, francia, latin, lengyel és orosz. Bizonyíték erre magánlevelezése, amelyet Jókai közöl. Öccséhez írt levelei között van olyan, amely németül kezdődik, franciául folytatódik és németül végződik.
Magyar nyelvtudására egy szibériai esemény ad bizonyságot. Ott találkozott egy magyar száműzöttel, akinek a neve "Orosz" volt. Benyovszky örömmel írja, hogy végre bizalmasan beszélhetett valakivel olyan nyelven, amelyet senki sem ért.
Lengyel nyelvtudására utal, hogy felesküdött a Lengyel Konföderációra, ennek pontjait megjegyezte és megértette. Megerősíti ezt, hogy amikor hajójuk elhagyta Kamcsatkát, a bolsereckói kikötőt, a hajóra a Lengyel Konföderáció zászlaját húzták fel.
Amikor az első japán szigetet elérte, sikerült egy holland tolmácsot találnia. Később egy másik szigeten portugálul szóltak hozzá. A leírás szerint ezt a nyelvet nem beszélte tökéletesen, de az általa idézett mondatot képes volt megjegyeznie.

### Helyismerete
Az oroszországi helynevek csak a beszélt nyelv alapján váltak ismertté számára. Száműzöttként még írni is ritkán volt lehetősége. Később fogságának körülményei enyhültek, ekkor lehetősége nyílt  a bolserecki irattár tanulmányozására. Segítségére volt rabtársának, Peter Hruscsovnak előzőleg összegyűjtött iratai. Ebben az esetben maguk a források voltak megbízhatatlanok. Ugyanis a zord éghajlat és  az etnikai csoportok közti torzsalkodások miatt települések keletkeztek és települések szűntek meg Szibériában. A helynevek közül csak a nagyobb városok azonosíthatók (ez így volt már Jókai kutatásainak idejében is).

### Tengeri navigációs ismeretei
Fiatal korában megismerkedett a hajózással már Hollandiában (1767 előtt). Ebben az időben (XVIII. század) találták fel, illetve tökéletesítették a navigációs műszereket. Oroszországba aligha jutottak el az első szextánsok, amelyekkel  a földrajzi szélesség meghatározható lett volna. Jókai csak az oktánst említi. A földrajzi hosszúság meghatározásának több nehézsége is volt Benyovszky számára. Egyrészt a Szent Péter és Pál aligha rendelkezett megbízható kronométerrel. Az időzóna fogalma értelmezhetetlen volt számukra. Másrészt, a meridián konferencia csak egy évszázaddal később rögzítette a kezdőmeridián értékét. Benyovszky időnként a bolsai meridiánt említi, amely egy folyó (Bolsaja, azaz: Большая Река) helyére utal, de ez északkeletről délnyugat felé folyik, és a kormányzósági telep helye is változó volt. Érdekesség, hogy ezt a helyet a földrajzi hosszúság 360-ik fokaként írja le; manapság csak 180 fokot értelmezünk keltre és nyugatra. A jelenleg létező Uszty-Bolsereck nem azonos a XVIII. századi Bolsereck Osztroggal (Большерецкий острог; osztrog oroszul kisebb erődítményt jelent). Jókai adatai szerint a földrajzi szélesség értékében kb. egy fokot tévedett, a hosszúság tekintetében néhol majdnem öt fokot (a Bering-szigetet másfél fokkal keletebbre helyezi). A Barents-tengeren tett útja ezért nehezen követhető. Pontosabbá akkor vált, amikor elérték az első japán települést. Madagaszkári útja idején a párizsi délkör szerint tájékozódott. Hajónaplóját nyilván oroszul vezette, hiszen orosz hajót vezetett, amelynek kapitánya (Csurin) és legénysége orosz volt. Ezt Kínában kellett hagynia, tehát emlékezetből, francia földön francia nyelven rögzítette  - amelynek kézirata elveszett, ezért csak angol nyelvű változatát ismerjük. Bizonyosan csak egy tényt ismerünk. Amikor a száműzötteket Ohotszkból Bolsereckbe szállították az Ohotszki-tengeren át, Benyovszky megkísérelte eltéríteni a hajót azzal, hogy egy vasdarabot helyezett el az iránytű mellett; emiatt majdnem Szahalinra jutottak. Ebben csak a széljárás akadályozta meg őket. Következésképp a hajó navigációjának legfontosabb része egy öreg iránytű volt. A helyismeret hiányában ekkor még a mágneses anomália értéke is ismeretlen volt. Ez 1770 telén történt. Nem zárható ki, hogy egy évvel később, a szökés idején már korszerűbb navigációs lehetősége is volt. Az életrajz a hajó kapitányát csekély tengerészeti ismeretekkel rendelkezőként írja le.
Útvonaluk további bizonytalanságot tartalmazott, azáltal, hogy nem ismerték a tengeráramlatok sebességét és irányát (Bering-áramlat, Aleut-áramlat).
Támpontként használható a Bering-sziget pozíciója, amelyet Benyovszky a bolserecki meridiánhoz képes 8° értékkel ad meg. Ez a keleti hosszúság 164-ik foka volna, a valóságban 166 fok. Mondhatjuk tehát, hogy két fokot tévedett. Azonban a bolsecki meridián pontos helye bizonytalan. Ez a kezdő meridián ugyanis a börtönváros (osztrog) pozíciója, amelyet alighanem orosz szakemberek mértek ki évekkel Benyovszky előtt. Ám az 1771-es kemény tél idejében a hajók még májusban is alig tudtak a jég fogságából szabadulni. Benyovszky tehát azon a helyen kezdte a helymeghatározásokat, ahol a hajó (Szent Péter) a szabad tengerre ért. Benyovszky adatait a XIX. század végén Teleki Pál ellenőrizte, sajnálatos módon a Parancsnok-szigetek felé vezető utak helyett a Japán felé vezető utakat ellenőrizte alaposabban. Tudnunk kell azt is, hogy Teleki munkája csak Jókai halála után került nyomdába.
A hajót kezdetben Szent Péternek nevezi, később jelenik meg a Szent Péter és Pál. A hajó valójában a Szent Katalin párja, a Szent Péter nevű galliotte volt. Később maga Benyovszky is korvettnek nevezi. Ennek valószínű magyarázata az, hogy a fogolyszökés előkészítése idején átalakíttatta a hajót, megemelte a fedélzetet, és megnövelte az ágyúk számát. Arról nem tudunk, hogy a vitorlák és árbócok számát képes volt-e megváltoztatni. De nyilván megerősítette a hosszú tengeri út érdekében.

### Hatása a társaira
Az életrajz többnyire olyan személyként tünteti fel, akinek a szavait a többiek meghallgatják és komolyan veszik. Ez sajnálatos módon épp a legkritikusabb helyen és időben sikertelen volt. Társai nem annyira Európa, mint Amerika irányába utaztak volna, és Benyovszkynak nem sikerült őket meggyőznie. Emiatt tettek hatalmas kerülőt a Bering-tengeren keresztül, az Aleuti- és a Parancsnok-szigetek környékén.

## Házassága és gyermekei
1768. december 9-én feleségül vette Hönsch Anna Zsuzsannát (1750 Szepesszombat –1826 Vieszka). A házasságukból született:
- Benyovszky Zsófia, Ocskay Rudolf hitvese (1781 Vieszka – 1817 február 16 Bory)
- Benyovszky Károly Móric Lajos Ágoston (1774. febr. 2. Madagaszkár – 1774 Louis-bourg, Madagaszkár)
- Benyovszky Sámuel (1768 Szepesszombat –1772 Szepesszombat)
- leánygyermek az Egyesült Államokban (1786; meghalt maláriában)
- gróf Benyovszky Rozália Zsuzsanna (1779 január Vieszka –1816 október 26. Vieszka) lucsivnai Várady-Szakmáry Donát (1765–1852) felesége

Hozzá kell tennünk: amikor végre biztonságba jutott francia földön 1773-ban, magához hívta feleségét és elsőszülött gyermekét. Akkor kapta a hírt, hogy ez a gyermek még az utazás előtt meghalt. 1774 évi emlékirataiban írja Madagaszkárról: »Egyetlen fiam, báró Benyovszky Károly Móricz Lajos Ágoston végtelen szomorúságomra meghalt a járványos betegségben e hó 11-én«. Öccséhez Emánuelhez írt leveleiben gyakorta emlegeti szeretettel feleségének testvérét, Hönsch Pált, akit a katonai pályára való lépéssel biztatott. Pál a hadnagyságig vitte. Emánuel leszármazottaitól kapta Jókai a magánlevelezést. Másik öccse, László utód nélkül halt meg.

## Emlékiratai

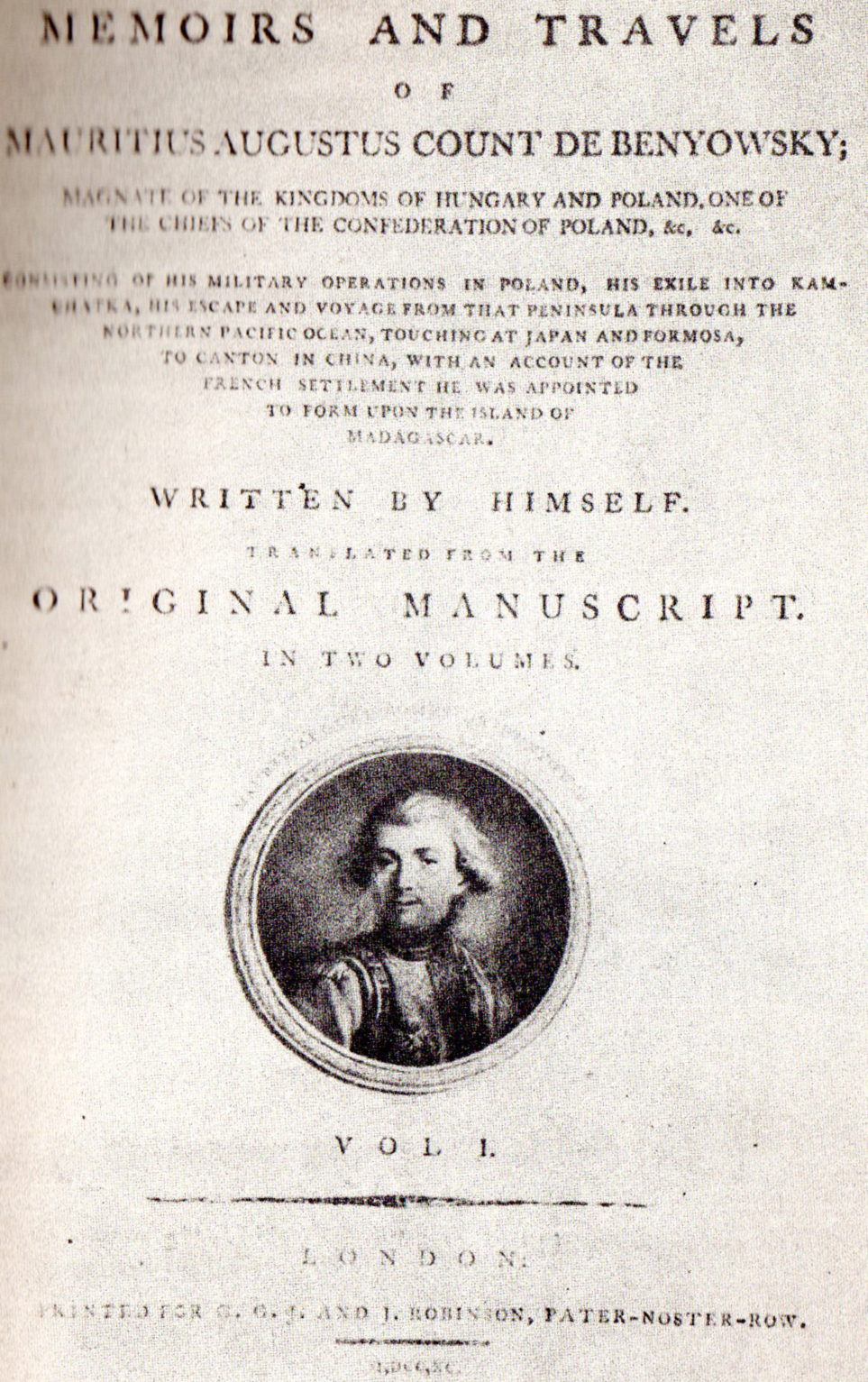
Emlékiratainak címoldala

Kalandjait emlékirataiban örökítette meg; az eredeti francia nyelvű kézirat alapján könyv alakban Londonban adták ki, majd „Benyovszky Móric gróf életrajza, saját emlékiratai és útleírásai” címen Jókai Mór fordította le magyarra, ami 1888–1891-ben, 4 kötetben, Ráth Mór kiadásában, Budapesten jelent meg. 
Az első szlovák nyelvű változat 1808-ból származik, de csak kéziratrészleteket tartalmaz. 1966-ban az Emlékiratok további részeit adták ki, és csak 2006-ban jelent meg az Emlékiratok teljes terjedelmében, modern szlovák nyelven.
The Memoirs and Travels of Mauritius August Count de Benyowsky, Magnate of the Kingdoms of Hungary and Poland. One of the Chiefs of the Confederation of Poland. Consisting of his Military Operations in Poland, his Exile into Kamchatka, his Escape and Voyage from that Peninsula through the Northern Pacific Ocean, Touching at Japan and Formosa, to Canton in China, with an Account of the French Settlement, he was Appointed to Form upon the Island of Madagascar. Written by Himself. Translation from the Original Manuscript. London-Dublin, William Nicholson

## Emlékezete
- François-Adrien Boieldieu 1800-ban operát írt róla, amit azonban még sohasem játszottak Magyarországon.
- Bécsben utca őrzi nevét.
- Balázs Dénes földrajztudós, világutazó 1979-es madagaszkári útja során behatóan foglalkozott Benyovszky ottani tevékenységével, emlékeivel. Összegyűjtött információit, térképvázlatait Bozóttaxival Madagaszkáron című kötetében örökítette meg.[16]
- 2002-ben Budapesten megalakult a Magyar-madagaszkári Emléktársaság – Benyovszky Móric Emlékére Egyesület (röviden Benyovszky Társaság) . A civil szervezet programot dolgozott ki Benyovszky emléknek ápolására. Elsőként indítottak nemzetközi expedíciót (tagjai: G. Németh György, Stella Gábor, Lajos Pintér, Randrianasolo Lalarison Richard, Éva Szinnai, Martos Tamás. Luis Pintér) Madagaszkár szigetére 2003-ban, ahol elhelyezték Benyovszky emlékszobrát (Elek Anita alkotása), az egykori Benyovszky-telep környékén, Maroantsetrában. Antananarivóban, a fővárosi Benyovszky Móric utcájában utcatáblát és három nyelvű emléktáblást helyeztek el. Fogadta őkat Jaque Silva miniszterelnök.
- 2004 óta számos ismeretterjesztő előadást, rendezvényt szerveztek Benyovszkyra emlékezve.
- 2004. Az Országos Széchényi Könyvtár és a Benyovszky Társaság megjelenteti a "Protocolle du Regiment des Volontaire de Benyowszk Crée en 1772" című faximile kötetet szerkesztő: Voigt Vilmos, kiadó: Kossuth, Benyovszky Móric "Madagaszkári naplóját", amelynek eredeti példánya az angol királyi könyvtárban található. A kötet 2005-ben elnyerte az Év legszebb könyve" elismerést, majd bemutatták a frankfurti könyv világkiállításon, ahol nagy sikert aratott.
- Cséke Zsolt, geográfus végzettségű filmrendező 1995-ben Benyovszky Móric és a malgasok földje címmel egy hatrészes dokumentumfilmet készített, és azonos címmel könyvet is írt a Benyovszky nyomában tett utazásáról. Egyszemélyes hátizsákos-bakancsos expedícióján egy jelképes síremléket is emelt Madagaszkár Keleti-fokánál (Cap Est) azon a helyen, ahol a grófot feltehetőleg megölték. 2010-ben a filmkészítő visszatért Madagaszkárra és felújította az általa emelt emlékoszlopot. Erről az útjáról készítette a Visszatérés Benyovszky szigetére című kétrészes dokumentumfilmjét. Az emlékművet a helyiek kincskeresés közben tönkretették.[17] Az emlékművet 2017 áprilisában Cséke Zsolt ismét felépítette.
- Wacław Sieroszewski lengyel etnográfus, regényíró, katona és politikus 1913–14-es párizsi emigrációja idején regényt írt az életéről Beniowski címmel. Sieroszewski maga is sok évet töltött szibériai száműzetésben.
- A magyarok mellett a szlovákok is magukénak tekintik, a budapesti és a pozsonyi televízió évtizedekkel ezelőtt közös filmsorozatot forgatott róla (Vivát, Benyovszky! – 1975).
- Ugyanebben az időszakban a nyugat-német televízió is olasz és francia közreműködéssel sorozatot készített életéről Die unfreiwilligen Reisen des Moritz August Benjowski címmel.[18]
- Kubassek János 2012-ben három részes cikksorozatot közölt életéről (Élet és Tudomány, 2012. 8–10.). Ebben írja madagaszkári utazásáról: „2010 áprilisában már semmi nyomát se találtam a Benyovszky által létesített erődítményeknek, de emlékezete még elevenen él a helyiek körében.”
- Benyovszky (táncjáték), Szarka Tamás (szerző) , ősbemutató – 2008, Szegedi Szabadtéri Játékok.[19]
- 2012-ben dokumentumfilm készült viszontagságos életéről, Benyovszky Móric, Madagaszkár királya címmel (eredeti angol címe The Rebel Count).[20]
- Rónaszegi Miklós ifjúsági regényt írt Benyovszky Móricról A nagy játszma címmel (1955)
- 2011-ben a magyar kormány a kiemelt nemzeti évfordulók sorába emelte Benyovszky Móric születésének és halálának az évfordulóit. Ennek jegyében ötévenként nemzetközi tudományos konferenciákra és rendezvényekre került sor.
- 2015-ben a Benyovszky Társaság kezdeményezésére megalakult a Benyovszky Nemzeti Emlékbizottság. Fővédnöke: Szőcs Géza, elnöke: G. Németh György
- 2016-ban nemzetközi tudományos Benyovszky konferencia az Országos Széchényi Könyvtárban.
- 2021-ben, Benyovszky Móric születésének 280. és halálának a 235. évfordulóján a Miniszterelnökség Nemzetpolitikai Államtitkárságának a támogatásával tudományos tanácskozás a Magyar Nemzeti Múzeumban és a Magyar Nemzeti Levéltárban. Jelentős értékű és korábban nem ismert Benyovszky-dokumentumokat szereztek orosz, francia, amerikai és osztrák levéltárakból, amelyek tudományos feldolgozása megkezdődött. A Magyar Posta emlékbélyeget, a Magyar Nemzeti Bank díszérmét adott ki. A Társaság a Magyar Anyanyelvápolók Szövetségével tudományos irodalomtörténeti konferenciát tartott "Jókai Mór és Benyovszky Móric, író és hőse az eszmények vonzásában" címmel a Petői Irodalmi Múzeumban. Elkészült a Benyovszky, a szabadság szerelmese című musical (Nagy Tibor Magnus zeneszerző, Pozsgai Zsolt szövegíró, Bradányi Iván dalszövegíró munkája), az ünnepi változatát a Pesti Magyar Színház mutatta be.
- Felavatták Benyovszky Móric köztéri bronz mellszobrát Józsefvárosban, amely felvette a nagy világutazó nevét is (Budapest, VIII. Elnök u. – Diószegi utca találkozása, a Nemzeti Közszolgálati Egyetem mögött).
- Megjelent a "Benyovszky Móric grófi címeres levele, Mária Terézia királynő 1778" című kötet, sorszámozott díszkiadása (szerk: Csáky Imre címertörténész).
- 2022-ben, Európa Kulturális Fővárosában, Újvidéken óriási sikerrel bemutatták a Benyovszky, a szabadság szerelmes című musicalt magyar nyelven, magyar és szerb művészek közreműködésével.
- 2022-ben a közép-kelet-európai Benyovszky Társaságok találkozója Pozsonyban. Rudolf Schustre volt szlovák köztársasági elnök, Jan Manikowski a lengyel, G. Németh György, a magyar Benyovszky Társaság elnökei a Benyovszky emlékápolás terén végzett tevékenységeik elismeréseként a szlovák társaság által alapított emlékérmét vehették át.

## Származása
Benyovszky Sámuel első felsége beketfalvi Mórocz Terézia (1710–1734 június 25), gyermeke (Móricz féltestvére) Benyovszky Mónika Mária Veronika (1730. január 27. Nagypaka – 1802. január 27. Győr).

báró Révay Róza első férje nemenyői Pestvármegyey József (1705 szeptember 17. Podola – 1746 június 17. Verbó) az ó rokonságával kellett perlekednie Benyovszky Móricnak. Petvármegey Józsefnek két lánya volt, a pereskedés azok férjével történt.
Benyovszky Sámuel második felesége báró Révay Róza-Anna (–1760 március 26 Verbó). gyermekeik (Móric testvérei):
- Móricz Lajos Ágoston Aladár (1741. szeptember 20. Verbó – 1786. május 24 Madagaszkár)
- Kleofás Mihály  (1744. szeptember 8 Verbó – 1747. november 1. Verbó
- Máté Móric Mihály Ferenc Seraf (1746. szeptember 20. Verbó – 1758 Verbó)
- Magda Krisztina Terézia Anna Mária (1748. július 22. Verbó – 1749 Verbó)
- Mária Róza Viktória Márta (1751. július 29. Verbó – 1754. október 24. Verbó)
- Remigius Wolfradus Ferenc Nabrad Károly Seraf (szül.: 1753. október 2. Verbó – 1789. április 19. Verbó)
- Emánuel Dávid Károly Ivo (1754. december 16. Verbó – 1799. június 5. Verona)[21]
- László  (1755. Verbó –...)
- Jákob Antal Benedek Elisius (1756. május 2. Verbó – 1758. Verbó)
- Iván és Pál ikrek, (1757. május 24. Verbó – 1757)
- Antal Fidél Wolfgang (1758. november 1. Verbó – 1760 előtt)

| gr. Benyovszky Móric (Verbó, 1746. szept. 20.– Agoncy, 1786. máj. 23.) utazó, tábornok | Apja: Benyovszky Sámuel (Nagyszombat, 1703. jan. 28.– Verbó, 1760. okt. 25) huszár ezredes | Apai nagyapja: Benyovszky Pál (1669 – Alszász, 1729. aug. 27.) pozsonyi szolgabíró | Apai nagyapai dédapja: benyói és urbanói Benyovszky Mihály (? –1682)        |
| gr. Benyovszky Móric (Verbó, 1746. szept. 20.– Agoncy, 1786. máj. 23.) utazó, tábornok | Apja: Benyovszky Sámuel (Nagyszombat, 1703. jan. 28.– Verbó, 1760. okt. 25) huszár ezredes | Apai nagyapja: Benyovszky Pál (1669 – Alszász, 1729. aug. 27.) pozsonyi szolgabíró | Apai nagyapai dédanyja: marczelházi Pósár Mária                             |
| gr. Benyovszky Móric (Verbó, 1746. szept. 20.– Agoncy, 1786. máj. 23.) utazó, tábornok | Apja: Benyovszky Sámuel (Nagyszombat, 1703. jan. 28.– Verbó, 1760. okt. 25) huszár ezredes | Apai nagyanyja: Szulyovszky Mária                                                  | Apai nagyanyai dédapja: Szulyovszky Gáspár (? – 1719)                       |
| gr. Benyovszky Móric (Verbó, 1746. szept. 20.– Agoncy, 1786. máj. 23.) utazó, tábornok | Apja: Benyovszky Sámuel (Nagyszombat, 1703. jan. 28.– Verbó, 1760. okt. 25) huszár ezredes | Apai nagyanyja: Szulyovszky Mária                                                  | Apai nagyanyai dédanyja: királyfalvi Róth Mária (? – Brutóc, 1729. nov. 7.) |
| gr. Benyovszky Móric (Verbó, 1746. szept. 20.– Agoncy, 1786. máj. 23.) utazó, tábornok | Anyja: báró Révay Anna Róza (Cífer, 1719. jún 4. – Verbó, 1760. márc. 26.)                 | Anyai nagyapja: b. Révay Boldizsár (? –1728. szept. 15.)                           | Anyai nagyapai dédapja: b. Révay Elek (1636 – ?) királyi tanácsos           |
| gr. Benyovszky Móric (Verbó, 1746. szept. 20.– Agoncy, 1786. máj. 23.) utazó, tábornok | Anyja: báró Révay Anna Róza (Cífer, 1719. jún 4. – Verbó, 1760. márc. 26.)                 | Anyai nagyapja: b. Révay Boldizsár (? –1728. szept. 15.)                           | Anyai nagyapai dédanyja: b. Révay Emerentia                                 |
| gr. Benyovszky Móric (Verbó, 1746. szept. 20.– Agoncy, 1786. máj. 23.) utazó, tábornok | Anyja: báró Révay Anna Róza (Cífer, 1719. jún 4. – Verbó, 1760. márc. 26.)                 | Anyai nagyanyja: Schlossberg Teréz                                                 | Anyai nagyanyai dédapja: Schlossberg János                                  |
| gr. Benyovszky Móric (Verbó, 1746. szept. 20.– Agoncy, 1786. máj. 23.) utazó, tábornok | Anyja: báró Révay Anna Róza (Cífer, 1719. jún 4. – Verbó, 1760. márc. 26.)                 | Anyai nagyanyja: Schlossberg Teréz                                                 | Anyai nagyanyai dédanyja: Majthényi Bora                                    |